# Computação desplugada
A introdução do termo Computação Desplugada remete a Bell et al. (1998), com o lançamento de um livro em formato digital denominado CS Unplugged... Off-line activities and games for all ages (Bell et. al. 1998). Para Bell et. al. (2009), a Computação Desplugada tem como objetivo desenvolver habilidades necessárias à Ciência da Computação (compreensão de dados, complexidade de algoritmos, design de interface etc) através de atividades lúdicas desplugadas. Este tipo de atividade envolve a resolução de um problema para atingir um objetivo e, no processo, lidar com conceitos fundamentais da Ciência da Computação (CS).

## Aplicações
Contando os pontos - Números Binários

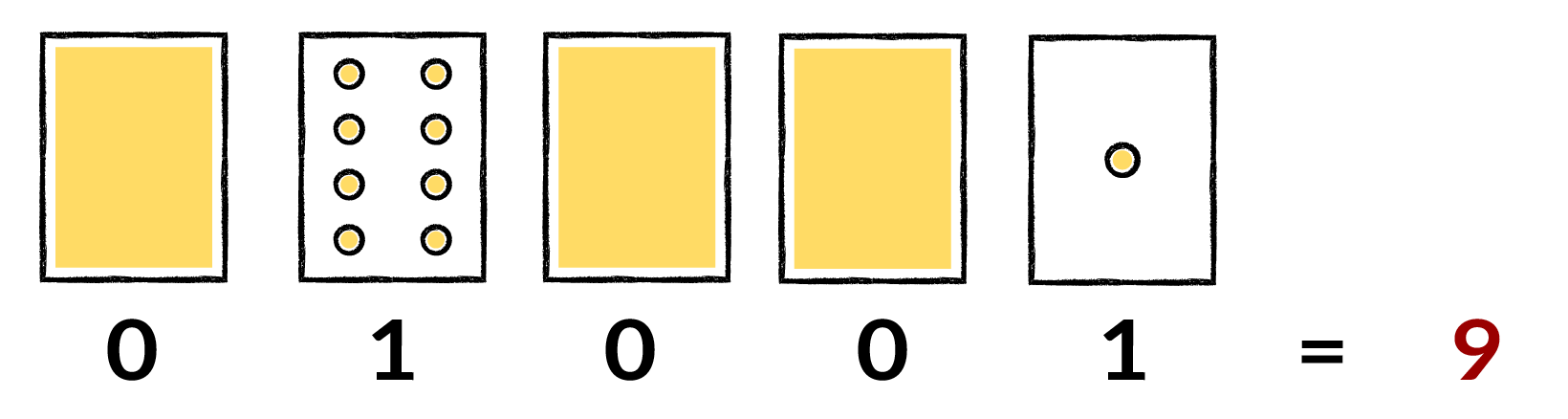
Atividade de computação desplugada Contando os pontos - Números Binários

Demonstrar como é feita a  comunicação do computador por meio do sistema binário (0-1). Tudo o que vemos ou ouvimos no computador - palavras, imagens, números, filmes e até mesmo o som - são armazenados usando apenas estes dois numerais. Para esta atividade, são necessários cinco cartões, com pontos marcados de um lado e nada sobre o verso.
Quando um cartão está com a face para baixo, sem mostrar os pontos, este cartão é representado por um zero. Quando os pontos são exibidos, o cartão é representado por um. Este é o sistema numérico binário. Temos a sequência binária 01001. Equivalente em decimal o número 9. 
Disciplinas e conteúdos relacionados:
- Matemática: Representação de números em outras bases além da base decimal; Representação de números na base dois; Sequências e padrões numéricos; Potências na base dois.
- Computação: Representação da informação, Armazenamento de dados.

Batalha Naval — Algoritmos de Busca

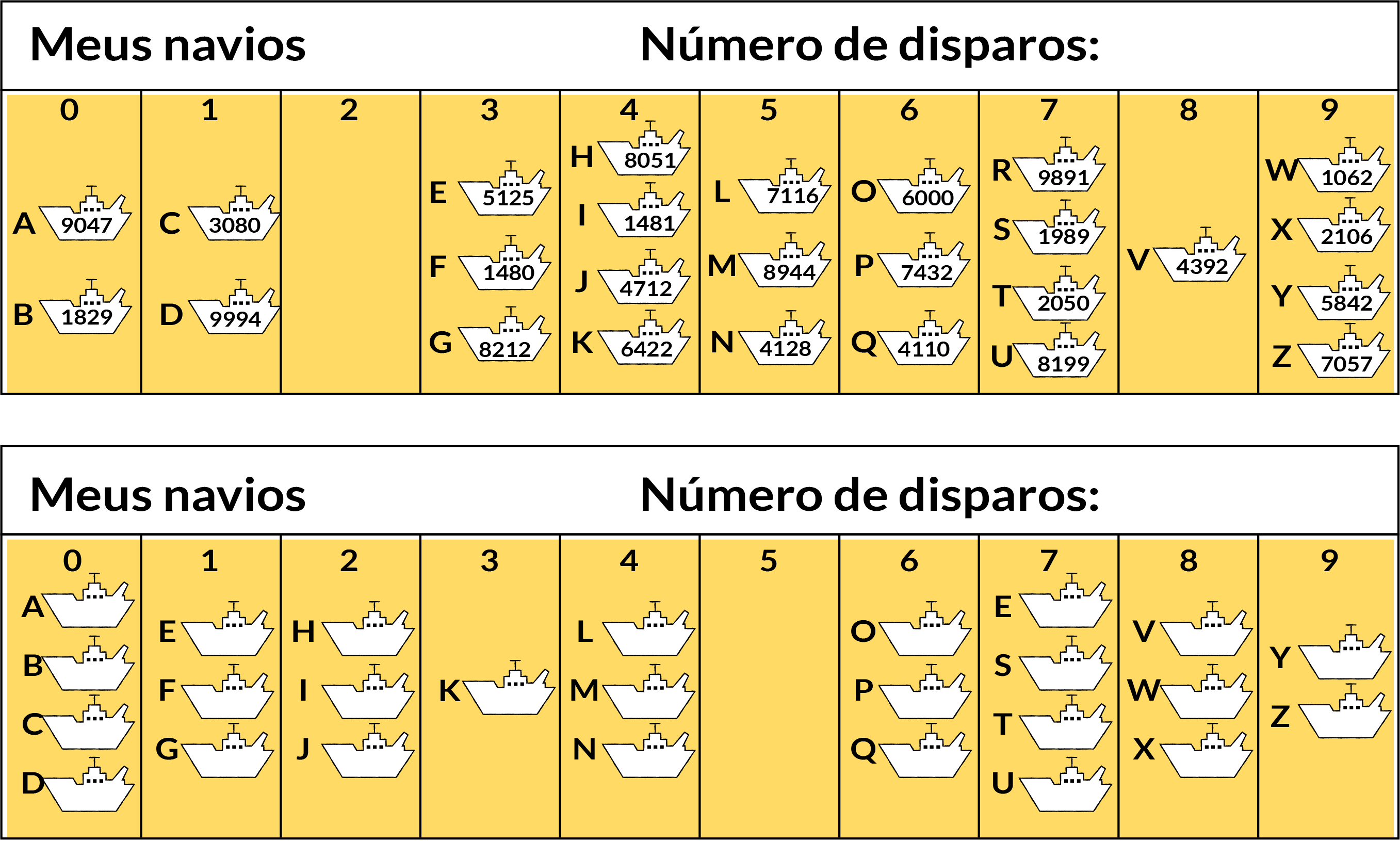
Atividade de computação desplugada Batalha Naval — Algoritmos de Busca

Essa atividade demonstra como os computadores fazem pesquisas de diferentes formas: busca linear, busca binária e busca por dispersão/espalhamento ("hashing"). 
A  utilização  do  jogo  faz  com  que  pensem  acerca  das  estratégias  que  estão usando para localizar os navios.
Disciplinas e conteúdos relacionados:
- Matemática: Números, Ordenação, Maior ou menor;
- Computação: Organização de dados, Busca de dados.

## Histórico
Se considerarmos que a computação precede o surgimento dos computadores, podemos dizer que a história da computação desplugada tem início quando as pessoas começaram a desenvolver métodos para processar informações. Civilizações antigas criaram e utilizaram sistemas que são consideradas computação desplugada, empregando técnicas de contagem e sistemas de numeração para realizar cálculos matemáticos simples. Confiava-se em métodos como contar nos dedos, usar bolas ou pedras para representar quantidades e efetuar operações matemáticas básicas. À medida que as civilizações avançavam e o conhecimento matemático se expandia, surgiram técnicas mais avançadas de computação desplugada.
No século XVII, por exemplo, o matemático escocês John Napier desenvolveu os logaritmos, uma técnica que simplificou operações matemáticas complexas por meio de uma escala logarítmica. Os logaritmos foram usados por cientistas e matemáticos por mais de três séculos antes dos computadores eletrônicos. No século XIX, o matemático britânico Charles Babbage concebeu a Máquina Analítica, uma máquina de calcular mecânica que introduziu conceitos como programabilidade e separação de instruções e dados, embora nunca tenha sido construída em sua totalidade.
Por outro lado, se associarmos o conceito de Computação Desplugada à troca de uma aula tradicional expositiva por atividades desplugadas, podemos dizer que a introdução da Computação Desplugada remete a Bell et al. (1998). A proposta foi bem recebida pelos professores da Educação Básica e pela própria Academia, a ACM (Association for Computing Machinery), por exemplo, recomendou que as propostas contidas no livro fizessem parte do currículo do CSTA (Computer Science Teachers Association) dos Estados Unidos da América.

## Educação 5.0 e Computação Desplugada
O desenvolvimento tecnológico na sociedade contemporânea tem influenciado diretamente nas perspectivas de cada indivíduo sobre o presente e o futuro da população. Dentre os fatores relacionados às inovações da Era Digital, destacam-se novas estruturas sociais, onde ambientes automatizados, interconectados e em constante desenvolvimento se tornam cada vez mais presentes. Essa transformação está intrinsecamente ligada à Tecnologia da Informação (TI) e ao Pensamento Computacional (PC). Nesse contexto, a Educação 5.0, um modelo educativo recente oriundo do Japão, promete uma revolução positiva na vida das pessoas, colocando a tecnologia a favor do ser humano .
A Educação 5.0 valoriza não apenas os conhecimentos digitais e tecnológicos, mas também as competências socioemocionais. Essas competências capacitam o indivíduo a utilizar a tecnologia de maneira saudável e produtiva, criando soluções relevantes para si e para a sociedade em geral. O uso de recursos digitais e ferramentas tecnológicas se torna cada vez mais essencial na sociedade digital, evidenciando a importância das competências digitais para o desenvolvimento no Século XXI.
Uma pesquisa do Comitê Gestor da Internet no Brasil (CGI.br) revelou que o acesso à Internet está presente em 94% das escolas brasileiras que oferecem Ensino Fundamental e Médio. No entanto, pouco mais da metade delas (58%) possui computadores e conectividade à rede para uso dos alunos. Esses dados destacam a necessidade de enfrentar desafios como infraestrutura, formação docente e desinteresse sobre o tema.
Desenvolver o ensino de Computação na educação básica torna-se um desafio para os docentes da área, especialmente em instituições públicas carentes de computadores em bom estado e laboratórios de informática adequados para o ensino da disciplina. Nesse cenário, a Computação Desplugada surge como uma alternativa viável, permitindo o ensino de Computação e suas bases sem a necessidade de um computador. Este método contempla o exercício do pensamento computacional, aplicável não apenas na Computação, mas também em diversas outras disciplinas, tornando-se interdisciplinar. Utilizando o raciocínio lógico, estrutura de algoritmos e reconhecimento de dados.
A Computação Desplugada se adapta à falta de computadores, proporcionando o ensino da Computação de forma prazerosa e promissora, mesmo em um país marcado por diferenças regionais e sociais evidentes. Ela possibilita o ensino da computação sem a dependência de computadores, por meio de atividades lúdicas que simulam o funcionamento do computador.